# 10-я танковая дивизия (вермахт)
10-я танковая дивизия (10. Panzer-Division) — тактическое соединение сухопутных войск нацистской Германии. Принимала участие во Второй мировой войне.

## История формирования
17 августа 1939 года (четверг)

 10-я танковая дивизия.
8-й танковый полк начнёт развертывание самое раннее в 00.00 на 3-й день мобилизации. Готовность в Беблинге — к вечеру 6-го дня. В противном случае — к вечеру 8-го дня.
Готовность к боевому использованию на польской границе — к вечеру 8-го дня. Личный состав нуждается в дополнительной боевой подготовке.
Доукомплектование 10-й танковой дивизии:
Трудности со средствами связи. Сформировать одну роту из взводов связи с Запада.

Формирование транспортных частей ко дню «Х»: никаких трудностей не встречает. Будут готовы к использованию на 6-й день. — Гальдер Ф. Военный дневник.

## Боевой путь
В сентябре 1939 года дивизия участвовала в Польской кампании, действовала из Восточной Пруссии в направлении Бреста-над-Бугом в составе XIX корпуса Гудериана. Первый крупный бой прошёл под Вижной, где поляки создали укреплённые позиции для прикрытия переправ через реки Нарев и Бибжа, а также дорог на Белосток и Брест-над-Бугом.
В мае-июне 1940 года участвовала во Французской кампании, действовала в направлении на Ла-Манш, затем в южном направлении на Бордо. До февраля 1941 года несла оккупационную службу во Франции. В этот период её 8-й танковый полк был передан в 15-ю танковую дивизию для отправки в Африку.
В марте 1941 года вернулась в Германию, где была включена в группу армий «Центр».
С 22 июня 1941 года — в операции «Барбаросса» в составе 46-го моторизованного корпуса 2-й танковой группы в группе армий «Центр».
| № части                          | Pz I (pio) | Pz II | Pz III (5 cm) | Pz IV | PzBefWg I | PzBefWg III | 15 cm sIG (sfl) | Всего |
| -------------------------------- | ---------- | ----- | ------------- | ----- | --------- | ----------- | --------------- | ----- |
| Штаб 4-й танковой бригады        |            |       |               |       |           | 5           |                 | 5     |
| 7-й танковый полк                |            | 45    | 105           | 20    |           | 7           |                 | 177   |
| 49-й саперный батальон           | 11         | 2     |               |       |           |             |                 | 13    |
| Прочее                           |            |       |               |       | 5         |             |                 | 5     |
| 706-я рота пехотных орудий (САУ) |            |       |               |       |           |             | 6               | 6     |
| Всего                            | 11         | 47    | 105           | 20    | 5         | 12          | 6               | 206   |

### Белостокский котёл

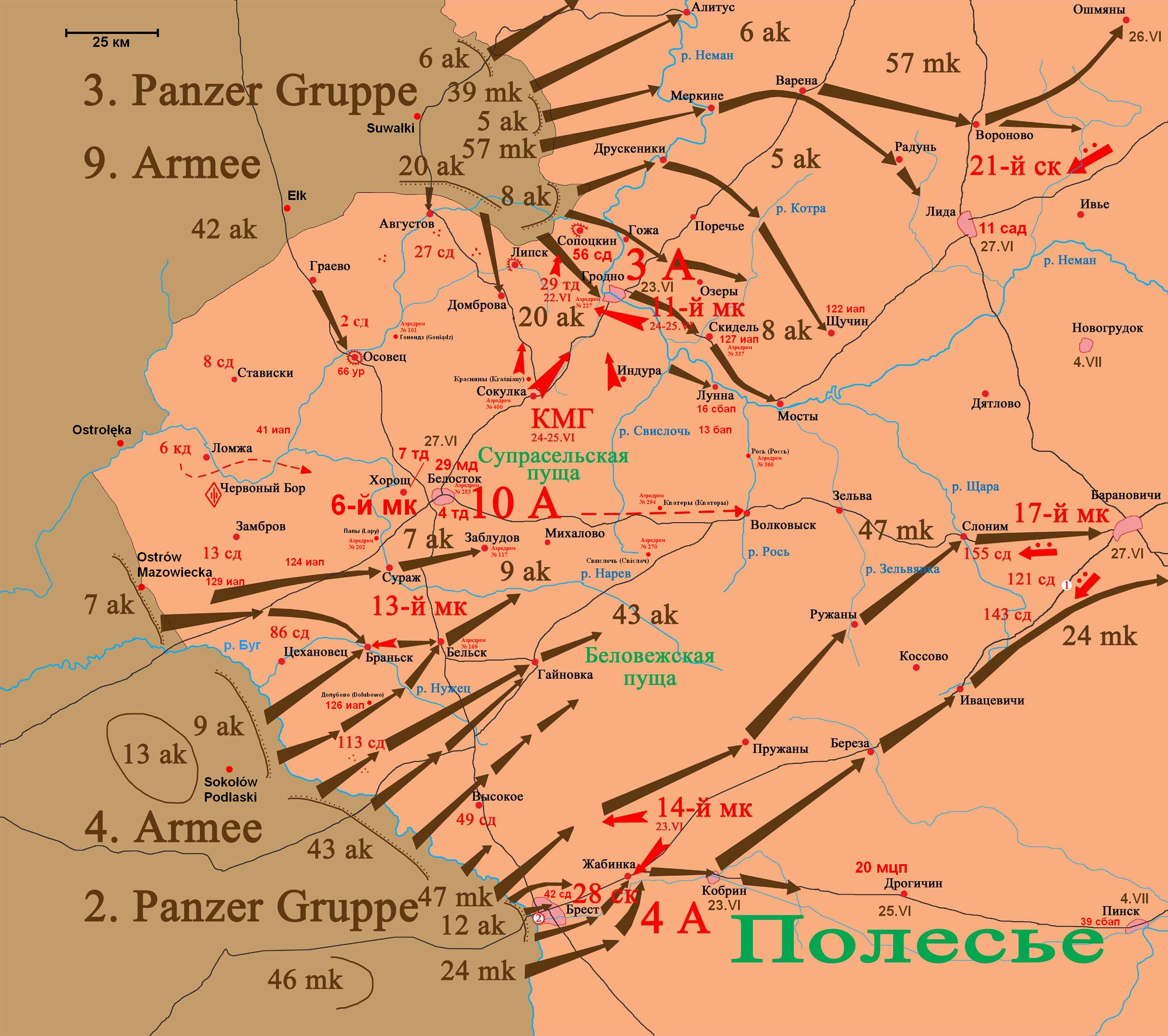
Бои на Белостокском выступе 22-25 июня 1941

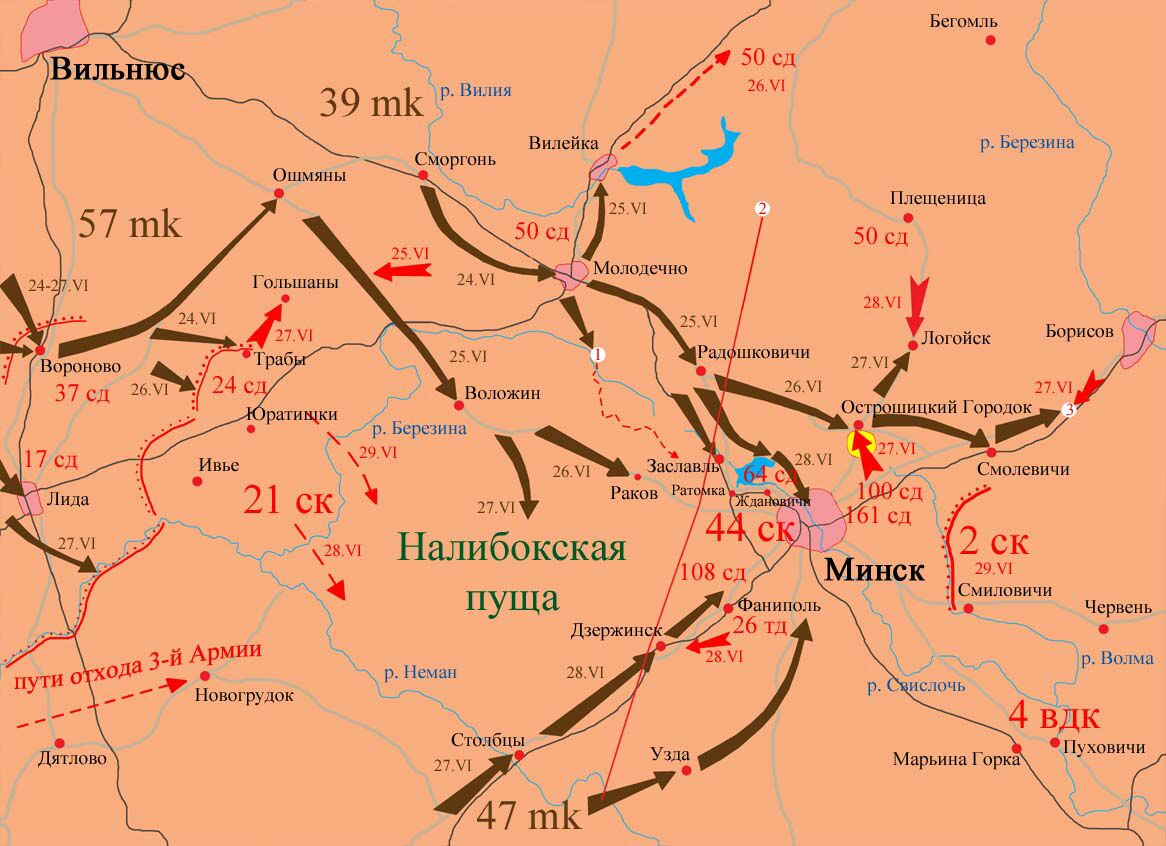
Прорыв немецкой 3-й танковой группы к Минску
24-28 июня 1941.

К 25 июня 1941 года уже стало ясно, что охват немецкими войсками Белостокского выступа грозит войскам советского Западного фронта полным окружением. Около полудня 25 июня советские 3-я и 10-я армии получили приказ штаба фронта на отступление. 3-я армия должна была отступать на Новогрудок, 10-я армия — на Слоним. 27 июня советские войска оставили Белосток. Чтобы сохранить пути отхода, они вели бои в районе Волковыска и Зельвы.
Однако 28 июня 1941 года немецкие войска заняли Волковыск. Некоторые немецкие дивизии перешли к обороне «перевёрнутым фронтом» на рубеже Слоним, Зельва, Ружаны. Таким образом, пути отхода 3-й и 10-й армий были перерезаны, а войска, сумевшие отойти из Белостокского выступа, оказались в окружении в нескольких «котлах» между Берестовицей, Волковыском, Мостами, Слонимом и Ружанами. Особого напряжения достигли бои в этом районе 29—30 июня. Ожесточённые бои, по словам начальника германского Генерального штаба Ф. Гальдера, сковали весь центр и часть правого крыла немецкой 4-й Армии, которую пришлось усилить 10-й танковой дивизией. В своём военном дневнике он привёл впечатления немецкого генерал-инспектора пехоты Отта о боях в районе Гродно:
Упорное сопротивление русских заставляет нас вести бой по всем правилам наших боевых уставов. В Польше и на Западе мы могли позволить себе известные вольности и отступления от уставных принципов; теперь это недопустимо.
1 июля 1941 года части 4-й немецкой армии вошли в соприкосновение с частями 9-й армии, завершив полное окружение советских войск, отступавших из Белостокского выступа.
Бои в Белоруссии, затем в районе Смоленска и Вязьмы.
19 июля 1941 года совместно с полком «Великая Германия» захватила Ельню.
В ноябре — декабре — на волоколамском направлении под Москвой. В январе — апреле 1942 года — бои в районе Юхнова, уже в составе 4-й танковой группы.
С мая 1942 — отведена во Францию в группу армий «Д». Участвовала в отражении рейда британских и канадских войск на Дьеп. В декабре 1942 года дивизия отправлена в Тунис в корпус Роммеля. Участвовала в боях в проходе Кассерин и в бою у Сиди Нсира.
В мае 1943 года, вместе со всей группировкой немецко-итальянских войск в Африке, дивизия взята в плен американскими войсками. 30 июня 1943 дивизия была официально вычеркнута из состава вермахта.

## Состав
В сентябре 1939:
- 8-й танковый полк
- 86-й моторизованный полк

Состав 7-го танкового полка, 28 июня 1942 года.

Состав 69-го моторизованного полка, 28 июня 1942 года.

- 2-й дивизион 29-го артиллерийского полка
- 1-й батальон 8-го разведывательного полка

В июне 1940:
- 4-я танковая бригада (Panzer-Brigade 4)
  - 7-й танковый полк (Panzer-Regiment 7)
  - 8-й танковый полк (Panzer-Regiment 8)
- 10-я стрелковая бригада (Schützen-Brigade 10)
  - 69-й стрелковый полк (Schützen-Regiment 69)
  - 86-й стрелковый полк (Schützen-Regiment 86)
- 90-й артиллерийский полк (Artillerie-Regiment 90)
- 10-й мотоциклетный батальон
- 90-й противотанковый батальон
- 49-й сапёрный батальон (Pionier-Bataillon 49)
- 90-й батальон связи (Nachrichten-Abteilung 90)
- 706-я рота тяжёлых пехотных орудий (Schwere Infanteriegeschütz-Kompanie 706)
- 90-й батальон снабжения (Versorgungstruppen 90)

В 1943:
- 7-й танковый полк (Panzer-Regiment 7)
- 69-й механизированный полк (Panzergrenadier-Regiment 69)
- 86-й механизированный полк (Panzergrenadier-Regiment 86)
- 90-й артиллерийский полк (Panzer-Artillerie-Regiment 90)
- 10-й разведывательный батальон (Panzer-Aufklärungs-Abteilung 10)
- 90-й противотанковый дивизион (Panzerjäger-Abteilung 90)
- 302-й дивизион ПВО (Heeres-Flak-Artillerie-Abteilung 302)
- 49-й сапёрный батальон (Panzer-Pionier-Bataillon 49)
- 90-й батальон связи (Panzer-Nachrichten-Abteilung 90)
- 90-й батальон снабжения (Panzer-Versorgungstruppen 90)

## Командиры дивизии
- С 1 августа 1939 — генерал-лейтенант Фердинанд Шааль
- С 2 августа 1941 — генерал-майор (с ноября 1942 — генерал-лейтенант) Вольфганг Фишер (погиб в бою)
  - С 8 по 27 августа 1941 — оберст Гюнтер Ангерн
  - С 5 февраля 1943 — генерал-майор Фридрих фрайхерр фон Бройх

## Известные личности
- Карл Маус: в 1939—1941 годах командовал пехотным батальоном и полком в 10-й танковой дивизии. Впоследствии — генерал-лейтенант, кавалер Рыцарского креста с Дубовыми Листьями, Мечами и Бриллиантами.
- граф фон Штауфенберг: в 1943 году начальник штаба 10-й танковой дивизии. Впоследствии — заговорщик, 20 июля 1944 года совершил попытку убить Гитлера.
- Эрих Петер — служил в звании унтер-офицер в 10-й танковой дивизии, в мае 1943 года взят в американский плен. Впоследствии — первый заместитель министра госбезопасности ГДР, генерал-полковник госбезопасности.

## Награждённые Рыцарским крестом Железного креста

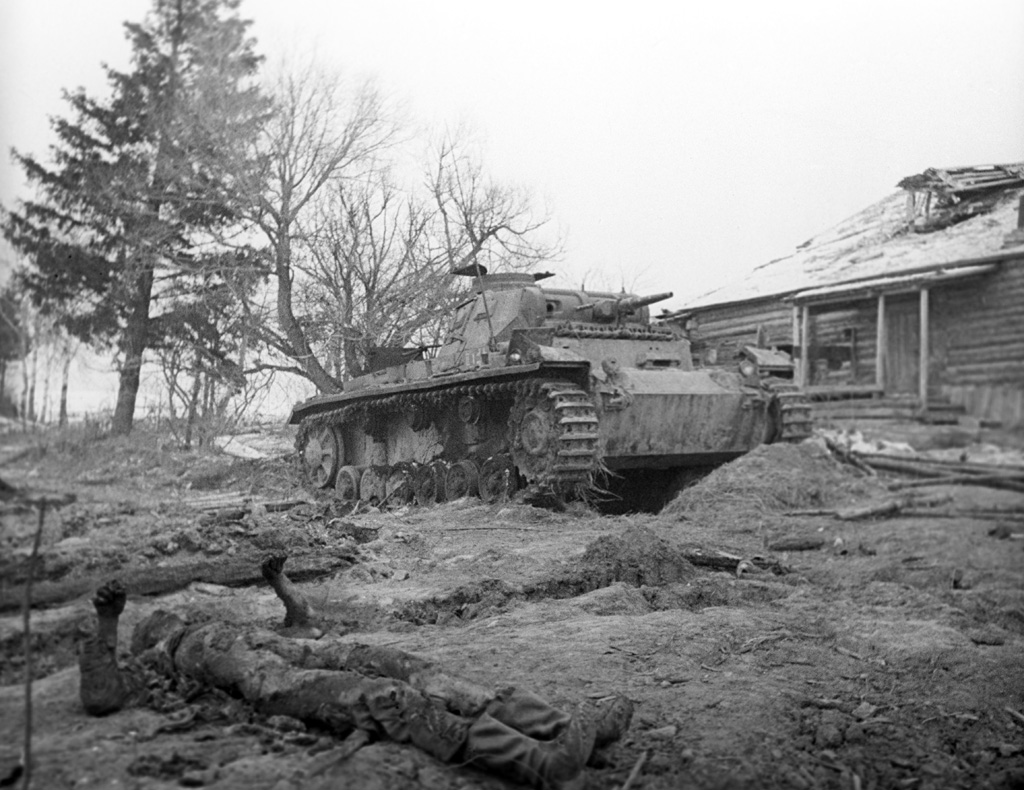
Подбитый немецкий танк Panzerkampfwagen III у деревни Скирманово, которую занимала 10-я тд, ноябрь 1941 года.

### Рыцарский Крест Железного креста (17)
- Вальтер Рубарт, 03.06.1940 — фельдфебель, командир штурмовой группы 49-го сапёрного батальона
- Вольфганг Фишер, 03.06.1940 — полковник, командир 10-й стрелковой бригады
- Франц Ландграф, 16.06.1940 — полковник, командир 4-й танковой бригады
- Фердинанд Шааль, 13.07.1940 — генерал-лейтенант, командир 10-й танковой дивизии
- Бруно Герлох, 04.09.1940 — оберст-лейтенант, командир 90-го артиллерийского полка
- Генрих Ханбауэр, 07.03.1941 — обер-лейтенант, командир 2-й роты 86-го стрелкового полка
- Бруно риттер фон Хауэншильд, 25.08.1941 — полковник, командир 4-й танковой бригады
- Рудольф Герхардт, 22.09.1941 — майор, командир 2-го батальона 7-го танкового полка
- Ганс Кюрстен, 11.10.1941 — лейтенант резерва, командир взвода 1-й роты 7-го танкового полка
- Фриц Ретцель, 11.10.1941 — капитан резерва, командир 7-й роты 86-го стрелкового полка
- Вольфганг Рилль, 13.10.1941 — обер-лейтенант, командир 5-й роты 7-го танкового полка
- Карл Маус, 26.11.1941 — оберст-лейтенант, командир 69-го стрелкового полка
- Хельмут Худель, 27.05.1942 — капитан, командир 1-й роты 7-го танкового полка
- Ульрих Бюркер, 19.01.1943 — оберст-лейтенант Генерального штаба, начальник оперативного отдела штаба 10-й танковой дивизии
- Генрих Древес, 24.04.1943 — майор резерва, командир 10-го мотоциклетного батальона
- Фридрих-Вильгельм Бушхаузен, 09.05.1943 — майор, командир 1-го батальона 69-го моторизованного полка
- Эрих Хаут, 10.05.1943 — капитан резерва, командир 1-го батальона 86-го моторизованного полка

### Рыцарский Крест Железного креста с Дубовыми листьями (2)
- Вольфганг Фишер (№ 152), 09.12.1942 — генерал-лейтенант, командир 10-й танковой дивизии
- Хельмут Худель (№ 219), 02.04.1943 — капитан, командир 1-го батальона 7-го танкового полка